# Zudáñez
Zudáñez o Villa Zudáñez es una localidad y municipio de Bolivia, capital de la provincia de Zudáñez en el departamento de Chuquisaca al sur del país. Cuenta con una superficie de 707,7 km² y una población total de 11 362 habitantes (INE 2012). Se encuentra a 105 km de la ciudad de Sucre, la capital departamental y capital de Bolivia. en los valles de la zona subandina y cuenta con un clima seco y templado. El origen étnico de la población del municipio de Zudáñez está basado en los primeros asentamientos quechuas y yamparas, razón por la cual el idioma quechua es predominante en esta región.

## Toponimia
El municipio de Zudáñez, cuyo segundo nombre es Takopaya, ha sido creado con el nombre de Takopaya por el Decreto Ley del 22 de noviembre de 1908 que luego fue cambiado por Zudáñez mediante la Ley del 5 de diciembre de 1917 en la presidencia de José Gutiérrez Guerra, con su capital Villa Zudáñez, en homenaje a uno de los insignes próceres de la independencia, Jaime de Zudáñez.

## Geografía
Villa Zudáñez se encuentra al centro de la provincia del mismo nombre y limita al norte con los municipios de Presto y Villa Mojocoya, al oeste con la provincia Yamparáez, al este con la provincia Tomina y al sur con el municipio Icla. Zudáñez es la capital de la provincia y se encuentra a 105 km de la ciudad de Sucre, sobre la Ruta 6 que comunica Tomina con Tarabuco. La carretera es de acceso permanente, con cierta deficiencia en su mantenimiento.
El municipio tiene tres pisos ecológicos, altura, valle y cabecera de valle, con alturas desde los 1500 hasta los 3250 m s. n. m. El centro poblado se encuentra a una altura de 2494 m s. n. m. y cuenta con un clima templado. La localidad de Zudáñez está ubicada en la zona de tránsito que comunica a las demás provincias de Chuquisaca.

## Demografía
De acuerdo con el censo boliviano de 2024, la población del municipio de Zudáñez es de 12 687 habitantes.
La población del municipio aumentó en tres cuartas partes entre 1992 y 2024, especialmente en la última de las dos décadas:
| Año  | Habitantes (municipio) | Fuente |
| ---- | ---------------------- | ------ |
| 1992 | 7.150                  | Censo  |
| 2001 | 7.423                  | Censo  |
| 2012 | 11.828                 | Censo  |
| 2024 | 12.687                 | Censo  |

## Economía
Villa Zudáñez es un municipio predominantemente agrícola y ganadero, siendo los principales cultivos, en orden de importancia, la papa, maíz, trigo y cebada. La ganadería está constituida principalmente por bovinos y ovinos.
Como ocupación complementaria está la producción de artesanías en la zona alta con productos de herrería, carpintería e hilados. Su principal mercado es la ciudad de Sucre y la misma localidad capital donde la principal fuente de ingresos constituye la prestación de servicios. Existe una asociación de productores que es la más representativa de toda la provincia. Al constituirse el municipio en un centro obligatorio de servicios de transporte, posibilita que esta actividad sea una de las principales fuentes de ingresos.

## Transporte
Zudáñez se ubica a 112 kilómetros por carretera al este de la ciudad de Sucre, la capital de Bolivia.
Zudáñez se encuentra en la ruta nacional Ruta 6 de 976 kilómetros, que conecta Sucre con las tierras bajas bolivianas y la ciudad de Santa Cruz de la Sierra. El camino de Sucre a Zudáñez y luego a Padilla está completamente pavimentado.